# Yantempel
Yantempel of Fushengtempel is een confuciustempel in Qufu, Volksrepubliek China. De naam van de tempel komt van Yan Hui, de favoriete leerling van de Chinese filosoof Confucius. Het ligt in de buurt van de Confuciustempel van Qufu. Yantempel werd tijdens de Yuan-dynastie gebouwd. Tijdens de Grote oorlog in Zhongyuan in de jaren dertig en Culturele Revolutie begin jaren zeventig werd de tempel ernstig beschadigd en het beeld van Yan Hui werd vernietigd. Van 1978 tot 1982 werd de tempel gerestaureerd.